# Paratullbergia callipygos
Paratullbergia callipygos är en urinsektsart som först beskrevs av Börner 1903.  Paratullbergia callipygos ingår i släktet Paratullbergia, och familjen blekhoppstjärtar. Arten är reproducerande i Sverige.